# Escut de Riudecols
L'escut oficial de Riudecols té el següent blasonament:
Escut caironat: d'or una faixa ondada d'atzur acompanyada de 3 cols de sinople. Per timbre una corona mural de vila.

## Història
Va ser aprovat el 12 de maig del 1997.
Escut parlant referent al nom de la vila: s'hi veu un riu i unes cols.